# 新斯图亚霍克 (阿拉斯加州)
新斯图亚霍克（英語：New Stuyahok），是美国阿拉斯加州的一座城市。该市的人口在2000年为471人，2010年有510人。人口在阿拉斯加州排行第54。